# 민난어 위키백과

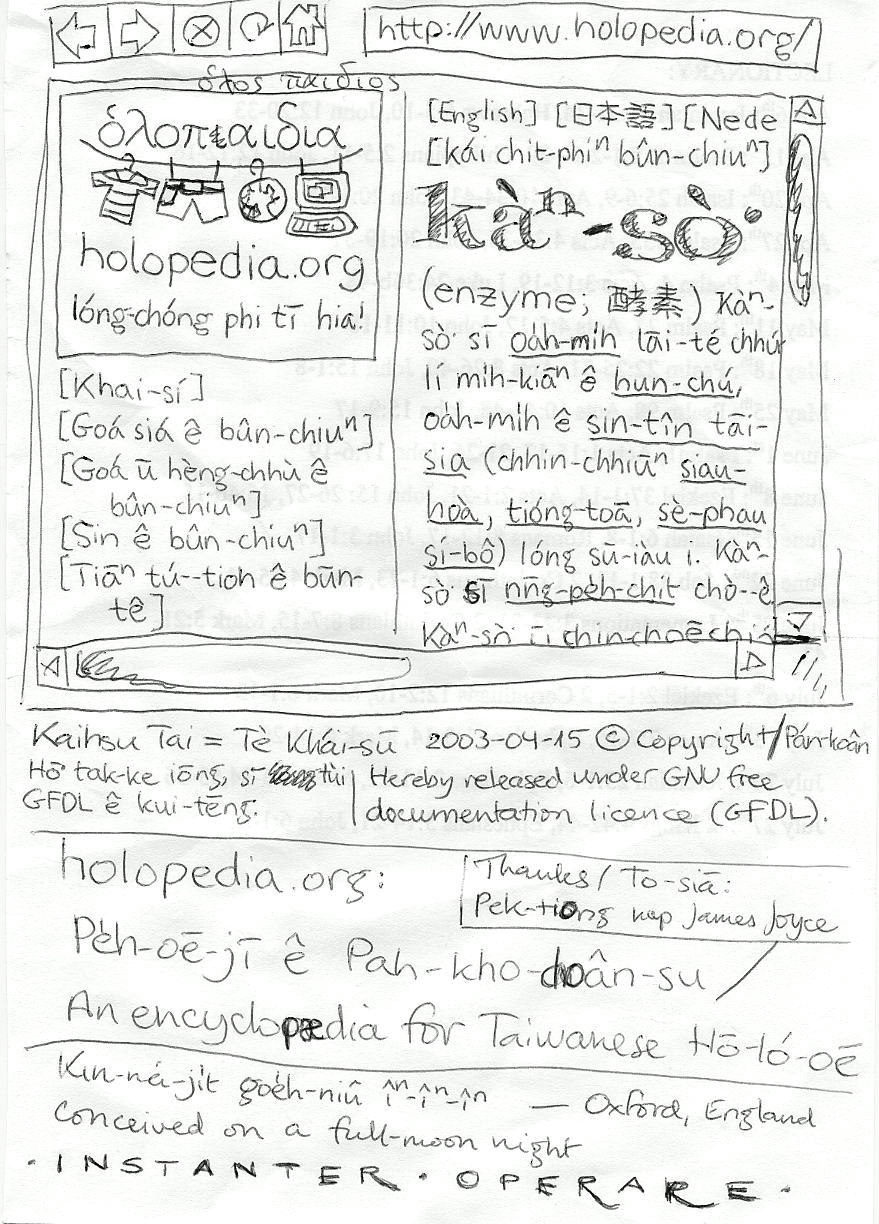

민난어 위키백과는 민난어로 운영되는 위키백과 언어판이다. 기호는 zh-min-nan이다.

## 같이 보기
- 중국어 위키백과
- 대만어